# Mubindżon Achmedow
Mubindżon Achmedow (tadż. Мубинҷон Ахмедов; ur. 14 stycznia 1996) – tadżycki zapaśnik walczący w stylu klasycznym. Zajął 32. miejsce na mistrzostwach świata w 2019. Dziesiąty na igrzyskach azjatyckich w 2018. Brązowy medalista mistrzostw Azji w 2020 roku.